# ITP (航空機)
ITP / ИТП
- 用途：戦闘機
- 設計者： ポリカルポフ設計局
- 製造者：
- 運用者：試作のみ
- 初飛行：1942年2月23日
- 生産数：2機

ポリカルポフ ITP （ロシア語：Поликарпов ИТП, Истребитель Тяжелый Пушечный、ラテン文字表記の例：Polikarpov ITP, Istrebitel Tyazholiy Pushechniy）は1941年にソ連で設計された試作戦闘機である。

## 概要
1940年11月、ポリカルポフ設計局のニコライ・ポリカルポフは、爆撃機の護衛、迎撃、地上の装甲目標に対する攻撃に使用できる重武装の戦闘機を提案した。ITP と名づけられたこの戦闘機は、1650hp のクリーモフ M-107P エンジンか、ミクーリン AM-37 エンジンを使用し、37mm 機関砲1門と 20mm 機関砲2門を装備するものだった。設計は I-185 や I-200（後の MiG-1）など、以前にポリカルポフが手掛けた戦闘機をベースに進められた。
最初の試作機(M-1)は1941年10月に完成した。同じ月に、ナチス・ドイツの侵攻を逃れ、M-1はポリカルポフの第51工場とともにノボシビルスクに疎開した。初飛行は1942年2月23日に行われた。搭載していたクリーモフ M-107P エンジンは信頼性に乏しかったため、1942年後半に M-107A エンジンに置き換えられ、同時に武装は20mm機関砲3門に弱体化した。M-1 は地上でのテストに使用されたため、全ての飛行テストを終えることは出来なかった。
2機目のITP(M-2)は1942年に製作された。M-1 と異なりエンジンは AM-37 を使用したが、こちらも機械的信頼性に問題があったため、同年12月に1800hpの AM-39 に交換した。初飛行は1943年11月23日で、地表付近で600km/h、高度2500mで655km/hの最高速度を記録したが、エンジンの状態が完全ではなかったため予定された性能には届かなかった。
初期の飛行試験の結果、熟練したパイロットが操縦した場合、ITP M-1 は当時の主力対地攻撃機であるイリューシン Il-2 より有効にドイツの軽～中装甲車両を撃破出来ることが明らかになった。しかしながら、搭載するエンジンの問題のために開発は遅々として進まず、最終的には1944年7月のポリカルポフの死によって計画中止となった。

## 諸元(M-2)
諸元
- 乗員: 1名
- 全長: 9.20 m （30 ft 2 in）
- 全高: 2.65 m （8 ft 8 in）
- 翼幅: 10.0 m（32 ft 10 in）
- 翼面積: 16.50 m2 （177.5 ft2）
- 空虚重量: 2910 kg （6400 lb）
- 運用時重量: 3570 kg （7854 lb）
- 動力: ミクーリン AM-39 レシプロ液冷V型12気筒、1345 kW （1800 hp）   × 1

性能
- 最大速度: 655 km/h （407mph, 354kt） 高度2500m
- 航続距離: 980 km （610 mi, 530海里）
- 実用上昇限度: 11,500m （37,700ft）
- 上昇率: 13.9 m/s （45.6 ft/s）
- 翼面荷重: 216 kg/m2 （44 lb/ft2）
- 馬力荷重（プロペラ）: 0.377 kW/kg （0.504 hp/kg, 0.229 hp/lb）

武装
- 固定武装: 20mm ShVAK 機関砲 × 4　（装弾数それぞれ200発）
- 爆弾: 100kg爆弾 × 4 または RS-82 ロケット弾 × 8